# Аршакиды (цари Парфии)
Аршакиды (или устар. Арсакиды) — парфянская царская династия, правившая в древней Парфии. Часто именуется в историографии Пехлевидами (от парфянского pahlav — букв. «парфянин/парфянский»).
Аршака I ошибочно считают основателем правящей династии — он был лишь родоначальником династии, реально же первым короновавшимся царём из этой династии, правившей Парфией, стал его младший брат Тиридат, принявший тронное имя Аршак II.
Представители (младшие ветви) этой династии находились у власти и правили также в Кавказской Албании, Великой Армении и Иберии. Государства Аршакидов имели тесные связи с народами Центральной Азии.
У Чжан Цяня династия и её владения (Парфия) именовалась «Аньси»..
Династия основана в 247 до н. э. Аршаком I — одним из предводителей парнов, которые были частью племенного союза дахов (саков или массагетов). Аршак с парнами захватили сатрапию (область) Селевкидского царства — Парфию и создали на её территории независимое государство, позже расширившее свою власть на весь Иран, а также Афганистан, Центральную Азию, Месопотамию и Малую Азию. После 228 года н. э. в результате антипарфянского восстания царя области Парс Ардашира, внука Сасана, к власти пришла династия Сасанидов. Последним из Аршакидов ошибочно считается Артабан IV, который был повержен и казнён Ардаширом в 224. Между тем, последняя монета Аршакидов (Вологеза VI) датирована 227/228 г. — однако, возможно, данные монеты выпускались в отдалённых местах Парфянского царства, до которых ещё не дошли известия о гибели царей.
Иордан в книге "Гетика": «Многие победители из войска скифского царя Таная, обозрев подчиненные провинции во всем их могучем плодородии, покинули боевые отряды своего племени и по собственному желанию поселились в разных областях Азии».
Помпей Трог говорит, что от их имени и рода произошли поколения парфян. Потому-то и до сего дня их называют на скифском языке беглецами, т. е. парфянами. Парфянские правители в дальнейшем объединили земли Ирана и основали могущественную Парфянскую Империю

## Цари Парфии и претенденты из династии Аршакидов[5]
248/247 г. до н. э. — начало парфянской (аршакидской) эры.

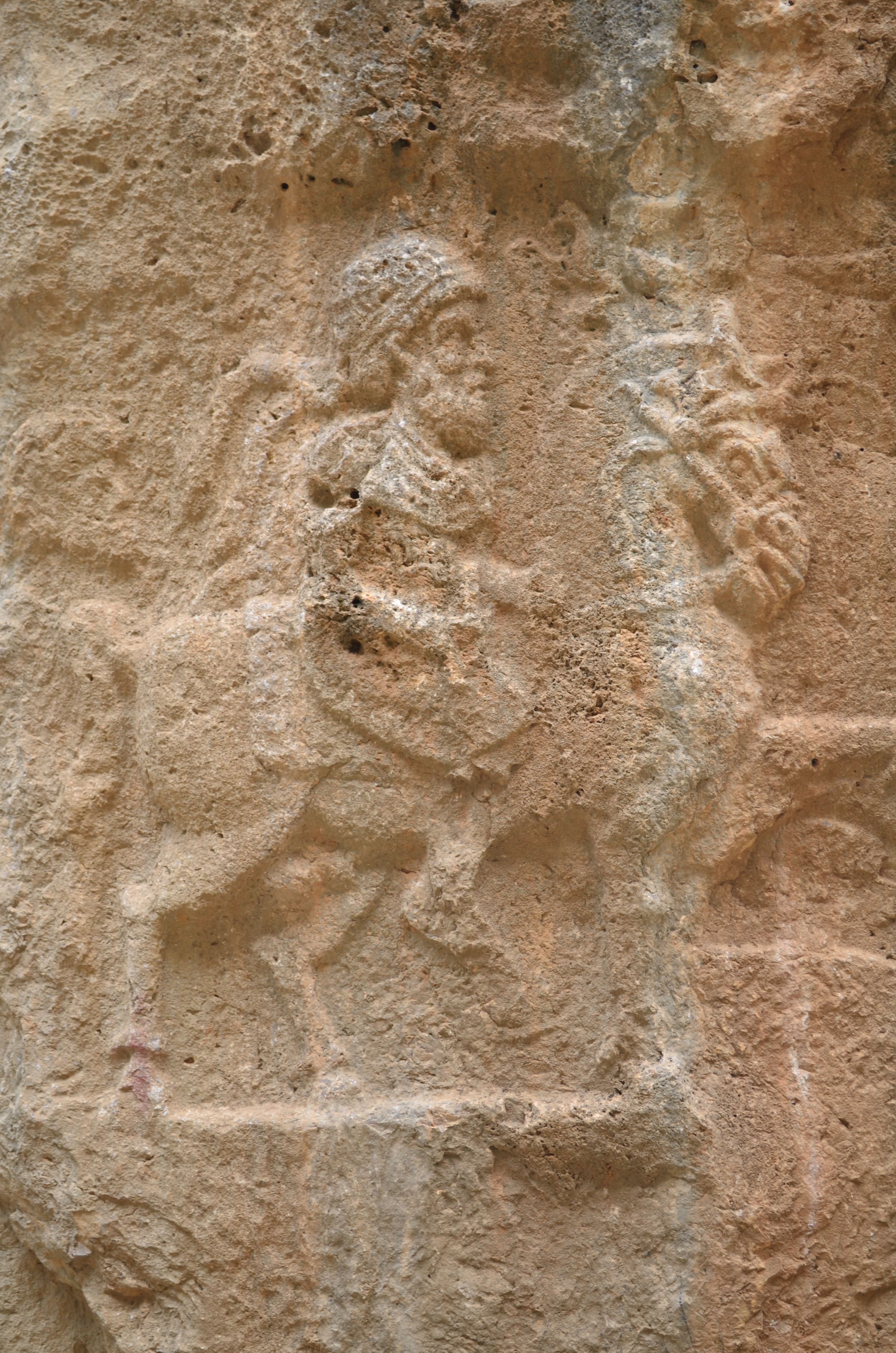
Изображение Митридата I на скальном рельефе, провинция Хузестан, Иран

По сложившейся традиции, все цари Парфии (возможно, за несколькими исключениями, так как не все из них выпускали монеты) при коронации также принимали тронное имя Аршак, что отмечали греческие и римские писатели, когда сравнивали данную титулатуру с тем, что все (или почти все) императоры Рима носили тронное имя Император Цезарь Август. Причём, Аршак II — сын (или брат) и преемник Аршака I — носил это имя именно как личное имя, а не только как титул (похожая ситуация была и с последним императором Запада — Ромулом, который имя Август носил не как титул, а как личное имя). Отчасти именно это является причиной возникающих сложностей при исследовании генеалогии династии Аршакидов — так как подавляющее число монет парфянских царей не содержит собственного имени монарха, в царствование которого чеканились монеты. Единственным исключением был царь Пакор II — которому, вероятно, приходилось в течение царствования отбиваться от двух, а то и от трёх претендентов и узурпаторов одновременно (хотя монархическое положение его предполагаемого брата Хозроя (Ороза) I до конца не прояснено — возможно, это был царь-соправитель для западных земель царства Аршакидов). Совпадения времени царствований многих парфянских царей связаны с чередой междоусобных войн, непризнанием власти короновавшихся царей другими претендентами на трон, и самопровозглашение ими самих себя царями, что часто приводило к двоецарствию в Парфии.
- Аршак I Парфянский (греч. ΑΡΣΑΚΗΣ) примерно с 250 до н. э. — 211 до н. э., вождь дахов, родоначальник династии Аршакидов
- Аршак II Парфянский (греч. ΑΡΣΑΚΗΣ), он же Тиридат I, 211—191 до н. э., сын Аршака I.
- Фрияпатий 191—176 до н. э., — по наиболее распространённой версии, внук Тиридата (брата Аршака I); также, возможно, сын Аршака II.
- Фраат I 176—171 до н. э., сын Фрияпатия.
- Митридат I Парфянский 171—138 до н. э., сын Фрияпатия, один из трех величайших царей в истории Парфии.
- Фраат II (греч. ΦΡΑΑΤΗΣ) 138—128 до н. э., Аршакид по материнской линии или сын Митридата I.
- Артабан I, он же Артабан II Парфянский[6] 128—123 до н. э., дядя Фраата II.
- Митридат II Парфянский 123—88 до н. э. наряду с Митридатом I и Ородом II, один из величайших царей в истории Парфии.
- Готарз I 95—90 до н. э., внук Фрияпатия, фактический соправитель Митридата II.
- Ород I 90—87 до н. э., фактический правитель при Митридате II.
  - Неизвестные правители Парфии (105—88 до н. э.), в том числе Аршак Теопатор Эвергет ок. 80—70 до н. э.
- Санатрук Парфянский 77—70 до н. э., дальний родственник парфянских Аршакидов.
- Фраат III 70—57 до н. э., сын Санатрука.
- Ород II 57—37 до н. э., сын Фраата III (третий великий царь Парфии после Митридатов, при нём Парфия достигла максимальных границ, пробившись на короткий период к Средиземному морю).
  - Митридат III Парфянский 56—55 до н. э., сын Фраата III.
  - Пакор I ?—38 до н. э. Старший сын Орода II, наследный царевич, скорее всего был провозглашён младшим царём-соправителем не стал, талантливый и храбрый полководец погиб в войне против Рима в битве при Гиндаре.
- Фраат IV 38—2 до н. э., сын Орода II.
  - Тиридат II 32 до н. э. Не был царём. Претендент на трон. От его имени были отчеканены монеты, был провозглашён царём феодалами, свергнувшими Фраата IV, но не короновался, так как был быстро смещён вернувшим себе трон Фраатом IV.
  - Митридат (IV) 12—10 до н. э. Узурпатор. Его историчность признают многие исследователи, но в список царей не включают[7].
- Фраат V (Фраатак) 2 до н. э. — 4 н. э., сын Фраата IV.
  - Муза Парфянская — мать Фраата V, соправительница при нём.
- Ород III 4—7 н. э.
- Вонон I 7—12 н. э., сын Фраата IV.
- Артабан II, он же Артабан III 12—38 н. э., сын принцессы из рода Аршакидов.
- Фраат (VI) претендент в 35 н. э. Никогда не правил.
- Тиридат III 35—36 н. э. Провозглашён царём римлянами, взамен отстранённого ими от власти под угрозой войны Артабана II. Был свергнут Артабаном II, вернувшим себе трон при помощи племён дахов.
  - Киннам 37—38? н. э. Существование сомнительно; вероятно, один из претендентов на парфянский престол.
- Вардан I 39—47 н. э. совместно с братом Готарзом II, единолично в 40—45 гг. Сын Артабана II (III).
- Готарз II 41—51 н. э. совместно с братом Варданом I, единолично в 47—51 гг. Сын Артабана II (III).
- Вонон II 51 н. э. Сын Артабана II (III).
- Вологез I 51—78 н. э., сын Вонона II.
  - Вардан II 55—58 н. э., сын Вологеза I.
- Пакор II 78—105 н. э., брат или, что более вероятно, сын Вологеза I (один из немногих царей, писавший своё собственное имя на монетах).
- Артабан IV Парфянский 80—81 н. э., сын Вологеза I. Претендент на трон.
- Вологез II 105—147 н. э. Провозгласил себя царем в 105 г., оспаривая власть у Хосроя, со 128 г. — царь Парфии, делил власть с Митридатом IV. Реально правил в восточных провинциях Парфии.
- Хосрой (Ороз) 109—128 н. э., сын Вологеза I.
- Партамаспат 116 н. э. (марионетка Траяна).
- Митридат IV 128—147 н. э., сын Вологеза I.
- Вологез III 148—192 н. э., сын Вологеза II.
- Ороз II ок. 190 г. н. э. Вероятно, претендент. Существуют монеты от его имени, которые, вероятно, сам же и отчеканил, претендуя на корону, но реальной власти не обрёл. О нём нет никаких сведений в источниках.
- Вологез IV 191—208 н. э., сын Вологеза III.
- Вологез V 208—223 н. э., сын Вологеза IV, брат Артабана V.
- Артабан V 216—224 н. э., сын Вологеза IV, брат Вологеза V.